# Grande Prémio Internacional de Rio Maior em Marcha Atlética 2014
Grande Premio Internacional de Rio Maior em Marcha Atletica 2014 – zawody lekkoatletyczne w chodzie sportowym, które odbyły się 5 kwietnia w portugalskim Rio Maior. Zawody zaliczane były do cyklu IAAF Race Walking Challenge.
Była to 23. edycja mityngu.

## Rezultaty
| Konkurencja:           | 1. miejsce  | Wynik   | 2. miejsce    | Wynik   | 3. miejsce     | Wynik   |
| Chód na 20 km mężczyzn | Caio Bonfim | 1:23:15 | João Vieira   | 1:23:20 | Sérgio Vieira  | 1:24:15 |
| Chód na 20 km kobiet   | Vera Santos | 1:31:14 | Erica de Sena | 1:31:22 | Inês Henriques | 1:32:03 |